# Leptolalax botsfordi
Leptolalax botsfordi es una especie de anfibio anuro de la familia Megophryidae.

## Distribución geográfica
Esta especie es endémica del parque nacional Hoang Lien en la provincia de Lào Cai en Vietnam. Habita entre los 2795 y 2815 m de altitud.

## Publicación original
- Rowley, Dau & Nguyen, 2013 : A new species of Leptolalax (Anura: Megophryidae) from the highest mountain in Indochina. Zootaxa, n.º 3737, p. 415–428.[3]